# Jüdische Gemeinde Speyer

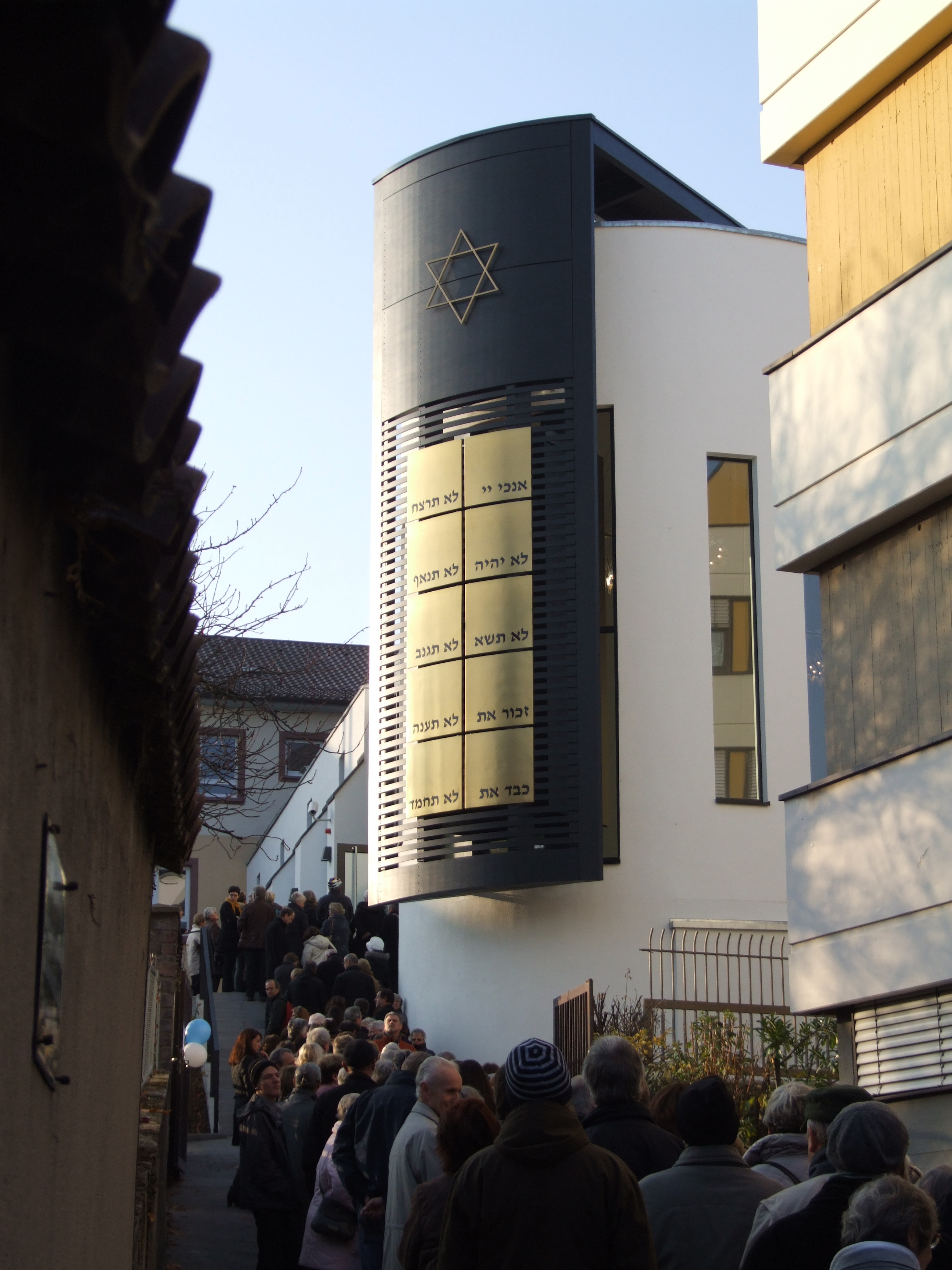
Die Synagoge Beith-Schalom, eingeweiht am 9. November 2011, ist die vierte Synagoge einer jüdischen Gemeinde in Speyer

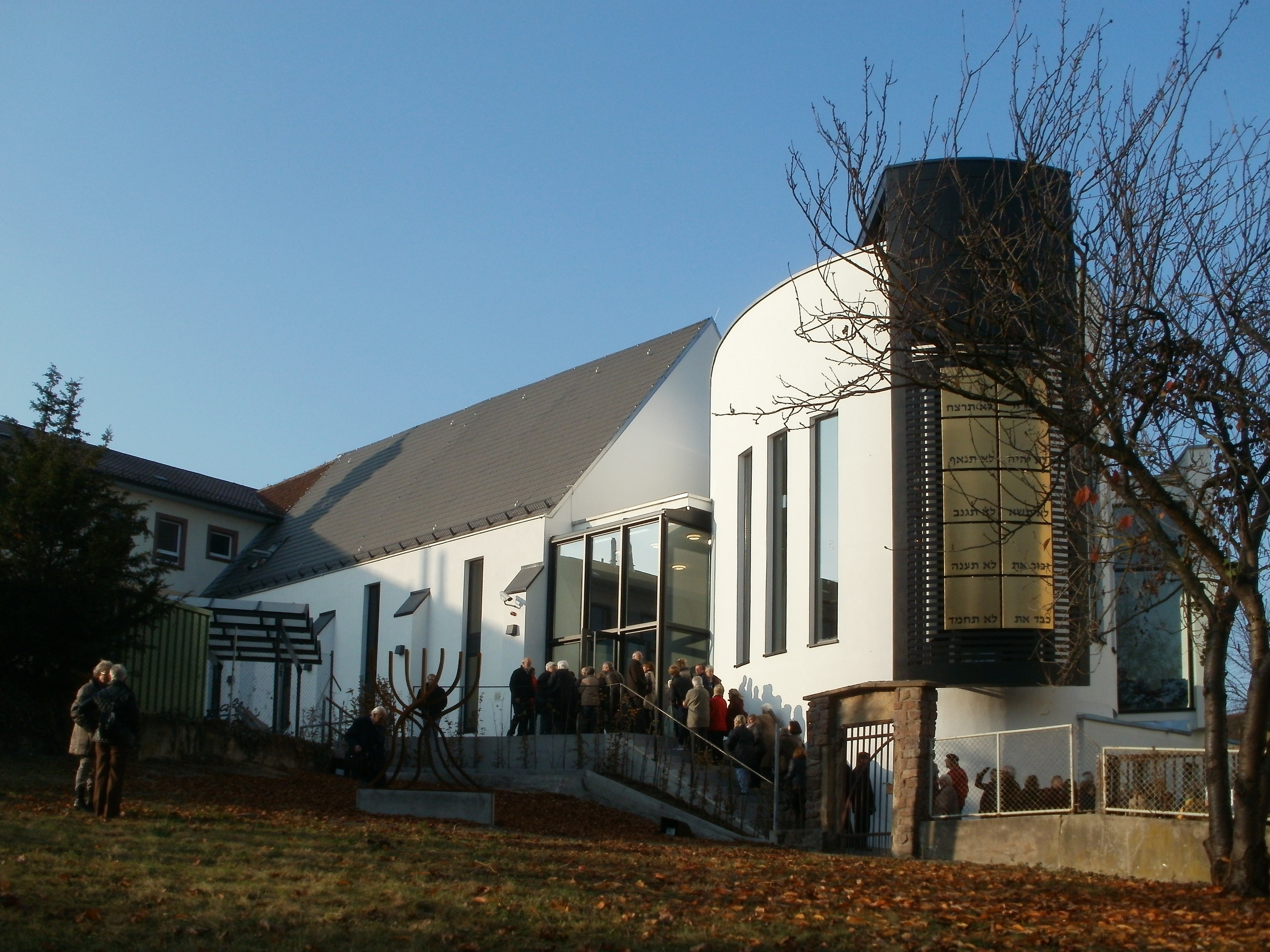
Die Synagoge Beith-Schalom von Süden, rechts der neue elliptische Gebetsraum, links das Gemeindezentrum in der ehemaligen Hallenkirche St. Guido. Im Hintergrund das Gebäude des Landesbetriebes Mobilität.

Die Jüdische Gemeinde von Speyer war im Mittelalter und in der früheren Neuzeit eine der bedeutenden jüdischen Gemeinden des Reiches.

## Mittelalter

### Die Anfänge 1084
Gegen Ende des 11. Jahrhunderts entstand an der Peripherie der Bischofsstadt eine erste jüdische Gemeinde. Auf Wirken von Bischof Rüdiger Huzmann (auch Huozmann) und mit ausdrücklicher Billigung Heinrichs IV. nahm Speyer im Jahre 1084 eine größere Anzahl von Juden auf, die aus Magenza (Mainz) und anderen rheinischen Städten abwanderten bzw. abgeworben wurden.
In den Aufzeichnungen des Bischofs heißt es: „Als ich das Dorf Speyer zur Stadt machte, glaubte ich das Ansehen dieses unseres Ortes zu vertausendfachen, indem ich auch Juden dort zuziehe. Ich habe die Zugezogenen außerhalb der Wohnstätten der übrigen Bürger angesiedelt, und damit sie nicht so leicht von der Unverschämtheit des minderen Volks beunruhigt werden, habe ich sie mit einer Mauer umgeben.“ Die erste Ansiedlung erfolgte im Vorort Altspeyer und stellte das erste urkundlich belegte Ghetto dar. Als Gegenleistung zahlten die Juden 3½ Pfund in Silber und sagten zu, sich an der Verteidigung der Stadt zu beteiligen.
Der Bischof garantierte ihnen verschiedene Rechte und Privilegien, wie sie bis dahin nirgends im Reich üblich waren. Demnach durften sie u. a. uneingeschränkt Handel treiben, Gold und Geld tauschen, Grundbesitz erwerben, hatten ihre eigenen Gesetze, Rechtsprechung und Verwaltung, mussten an der Stadtgrenze keine Maut oder Zölle zahlen und durften Nichtjuden als Dienstboten haben. Grund für die Ansiedlung war die bedeutende Rolle, die Juden damals im lukrativen Fernhandel spielten, und der Wunsch nach einer Finanzquelle zum Bau des Domes. Die Ansiedlung von Juden wurde generell als „Wirtschaftsförderungsmaßnahme“ betrachtet. Die Juden waren in Deutschland wichtige Wegbereiter der Verstädterung. Ausschreitungen gegen die Juden und die Behinderung ihrer Gewerbe führten zu spürbaren wirtschaftlichen Nachteilen und Steuerausfällen. Daher kam es, dass sich die Obrigkeiten meistens gegen Verfolgungen wandten. Durch Ausstattung mit Privilegien und durch das Versprechen besonderen Schutzes lockten die Regenten Juden in ihren Herrschaftsbereich und versuchten gleichzeitig ihre umfangreichen Steuereinnahmen und Schutzgelder (Judenregal) vor pogrombedingten Ausfällen zu schützen.
Auf Vermittlung Bischof Huzmanns bestätigte Heinrich IV. im Jahre 1090 vor seinem dritten Italienzug das Privileg von 1084 und erweiterte es sogar noch („sub tuicionem nostram reciperemus et teneremus“). Dabei dehnte er dieses zunächst speziell für Speyerer Juden erlassene Privileg auf alle Juden des Reiches aus. Dieses kaiserliche Judenprivileg war eines der ersten in Deutschland. Die Bestimmungen betrafen verschiedene politische, juristische, wirtschaftliche und religiöse Belange des Lebens. Demnach durften die Juden freien Handel ausüben, ihre Waren an Christen verkaufen und ihr Eigentum war geschützt. Eine Neuregelung war, dass von Juden erworbenes Diebesgut, das bei ihnen gefunden wurde, auf Wunsch zum gleichen Preis an den ursprünglichen Besitzer zurückverkauft werden musste. Damit wurde das Handelsrisiko erheblich gemindert, da dem beliebten Vorwurf der Hehlerei entgegengewirkt wurde. Bei Streitigkeiten zwischen Juden und Christen sollte künftige „das Recht des Betroffenen“ gelten, d. h., dass auch die Juden durch Schwur oder Zeugen ihr Recht beweisen durften. Gottesurteile durften keine Anwendung mehr finden. Außerdem stand den Juden offen, sich bei Schwierigkeiten an den Kaiser und das königliche Hofgericht zu wenden. Streitigkeiten zwischen Juden durften dagegen einer eigenen Gerichtsbarkeit unterliegen. Damit sollten willkürliche Verurteilungen durch christliche Richter unterbunden werden. Folterungen in jeglicher Art waren strengstens verboten und bei Ermordungen oder Verletzungen sah das Privileg Geldbußen an den Kaiser vor.
Im Privileg wurden Taufen streng geregelt. Zwangstaufen jüdischer Kinder wurden völlig verboten. Für freiwillige Taufen bestand eine Wartefrist von drei Tagen als Bedenkzeit. Der Austritt aus der jüdischen Religionsgemeinschaft wurde noch dadurch erschwert, dass im Falle einer Taufe das Erbrecht erlosch. Mit dieser Tauf- und Erbregelung sollte der Bestand der jüdischen Gemeinschaft und damit eine wichtige Einnahmequelle geschützt werden. Außerdem wurde den Juden gestattet, christliche Mägde, Ammen und Knechte in ihren Häusern zu beschäftigen, wenn gewährleistet war, dass sie die christlichen Sonn- und Feiertage einhalten konnten. Die Judenprivilegien Heinrichs IV., wie beispielsweise auch das Wormser Privileg desselben Jahres, wurden in der Folgezeit vielfach wiederholt und abgewandelt und prägten im Verlauf der weiteren Jahrhunderte das Verhältnis zwischen Juden und Christen.

### Erste Pogrome 1096
Schon sechs Jahre nach Ausstellung des ersten Privilegs für die Juden des Reiches kam es im Vorfeld des ersten Kreuzzugs in Speyer zu einem Pogrom, dem wenige Tage später weitere in Worms und Mainz folgten. 
Im Gegensatz zu Worms und Mainz gelang es Bischof Johann von Speyer, nachdem es 11 Tote gegeben hatte, den Juden im befestigten Bischofshof in der Stadt und an anderen sicheren Plätzen Schutz zu bieten. Er setzte sich militärisch gegen die „Kreuzfahrer“ durch, die nach Norden, Richtung Worms auswichen und ein Massaker an der dortigen jüdischen Gemeinde begingen. Die Pogrome in Speyer, Worms und Mainz des Jahres 1096 fanden als „Gezerot Tatnu“ (Verfolgungen des Jahres 4856) Eingang in die jüdischen Annalen und der Opfer wird noch heute in der jüdischen Liturgie gedacht.

### Blütezeit
In der Folgezeit wurden Juden unweit des Domes im Bereich der Judengasse/Kleine Pfaffengasse angesiedelt, wobei die Ansiedlung in Altspeyer weiterhin bestehen blieb und wo es eine Synagoge gab. An der Spitze der jüdischen Gemeinde, die schätzungsweise 300 bis 400 Menschen umfasste, stand der vom Bischof ernannte Archisynagogus. Als Mittelpunkt der Siedlung entstand der Judenhof, das kultische Zentrum mit Männer- und Frauensynagoge und dem rituellen Kaltbad (Mikwe). Die Synagoge und der Dom wurden von denselben Baumeistern geplant und errichtet. Die Synagoge wurde am 21. September 1104, acht Jahre nach den Verfolgungen des Jahres 1096, eingeweiht. Ihre Ruine ist heute noch erhalten und stellt den ältesten, noch sichtbaren Überrest eines Synagogenhauses in Mitteleuropa dar.

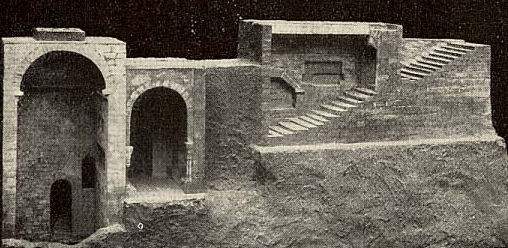
Modell des Judenbades (Mikwe) in Speyer von Otto Martin aus dem Jahr 1911 im Museum SchPIRA im Judenhof Speyer. Dauerleihgabe des Historischen Museums der Pfalz, Speyer.

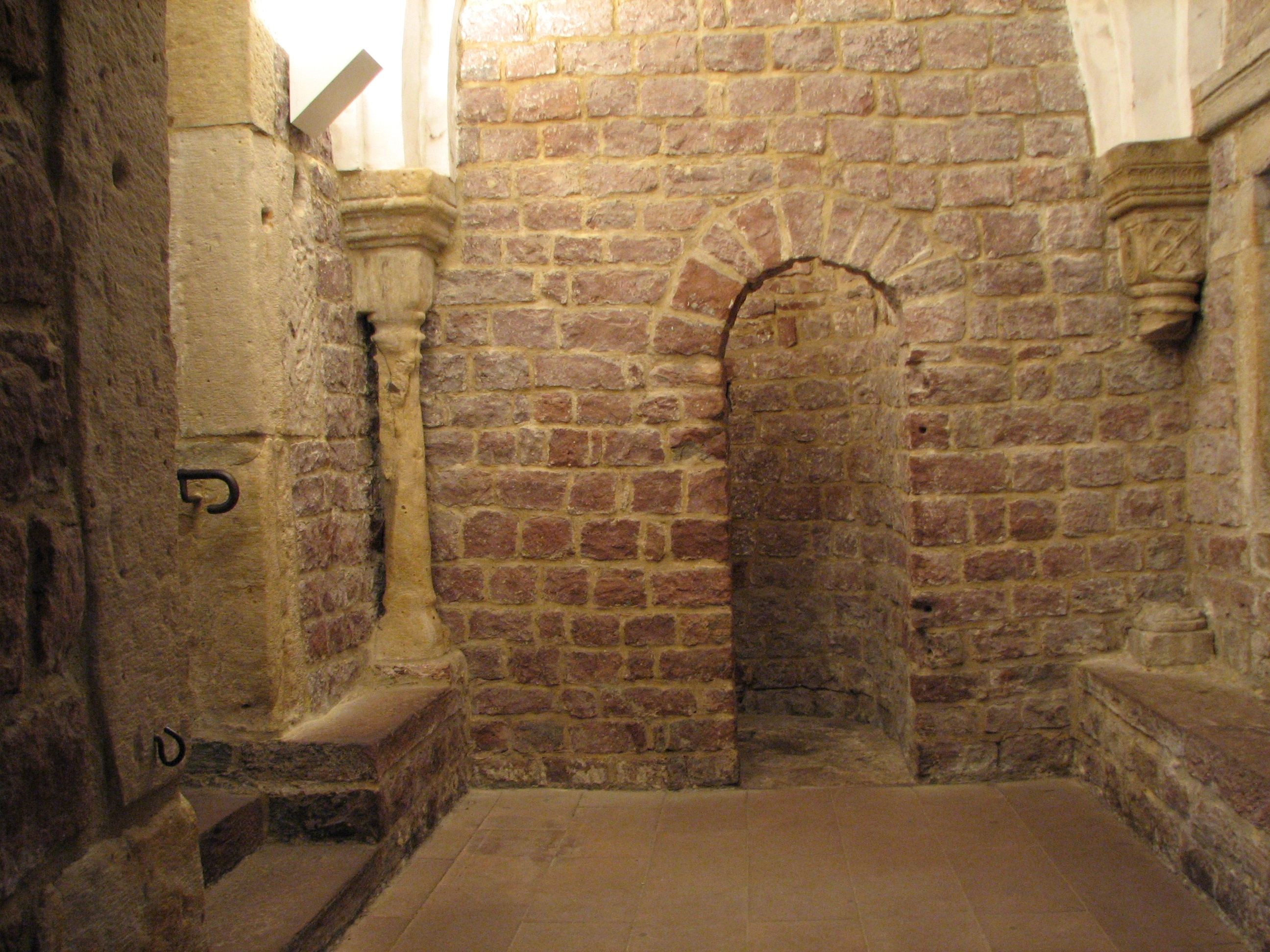
Umkleideraum im Speyerer Judenbad

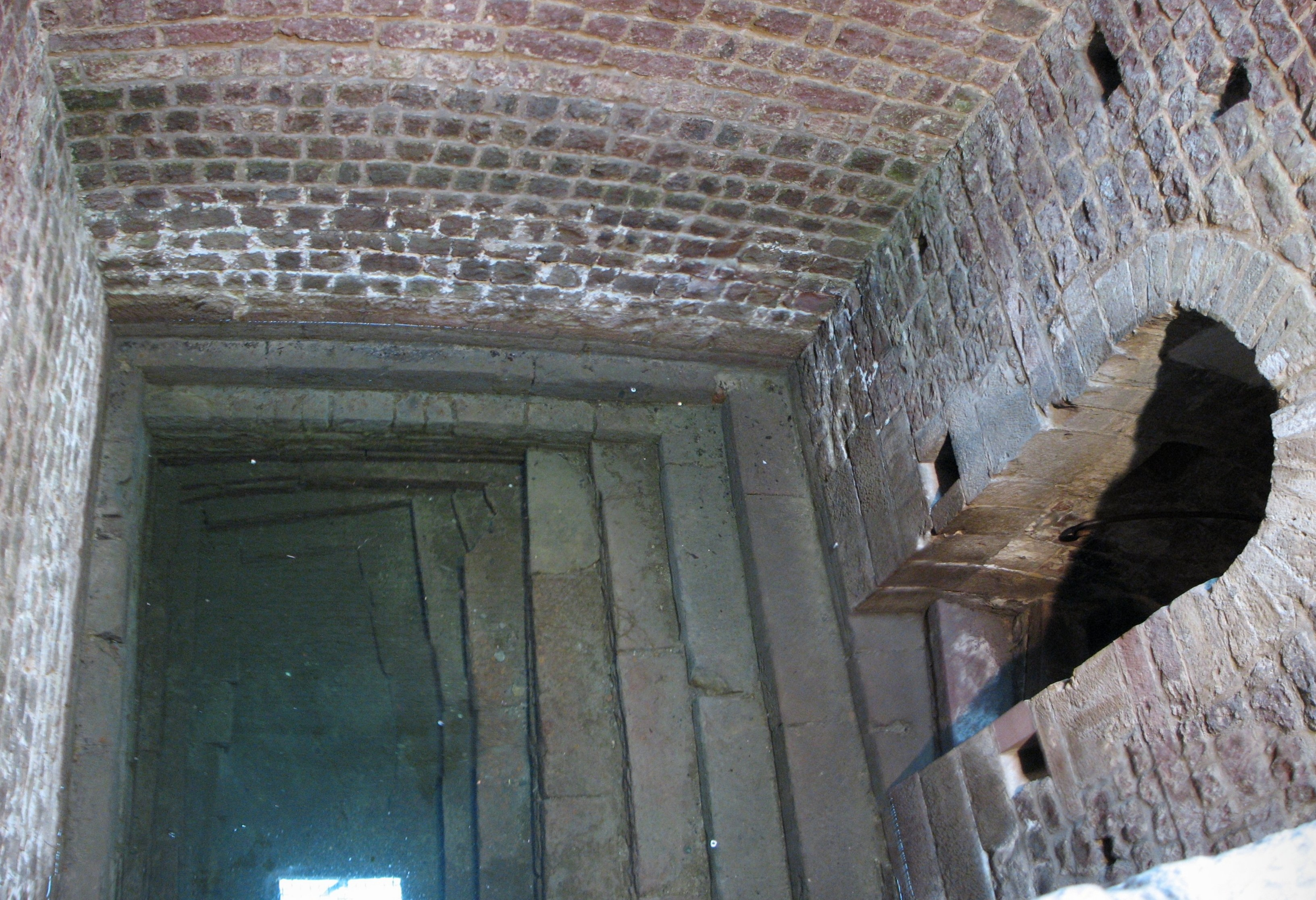
Becken der mittelalterlichen Mikwe von 1128

Das eigentliche Judenbad (erstmals 1126 erwähnt) blieb bis heute nahezu unverändert und ist eine der ältesten noch erhaltenen Anlagen dieser Art. Zusammen mit Friesen stellten die Juden des 11. und 12. Jahrhunderts die Mehrzahl der Fernkaufleute (negotiatores manentes), wobei beide Gruppen ihre Sitze in der Kaufleute-Siedlung vor der Domimmunität hatten. In Speyer lebten und wirkten Mitglieder der berühmten Rabbiner- und Gelehrtenfamilie Kalonymus (s. a. Die Weisen von Speyer). Jekuthiel ben Moses, ein liturgischer Poet, lebte um 1070 in Speyer. Ein anderer Kalonymus aus Speyer und naher Verwandter des hochgelehrten Autors Eleasar ben Jehuda ben Kalonymus nahm zeitweise die Finanzgeschäfte Kaiser Friedrich Barbarossas wahr und wurde von diesem sehr geschätzt. Kulturgeschichtlich besonders bedeutend wurden Samuel ben Kalonymus he-Chasid und dessen Söhne, insb. Juda ben Samuel, genannt Jehuda der Fromme, um 1140 vermutlich in Speyer geboren, aufgewachsen und dort wirkend.
Die jüdische Gemeinde Speyers gehörte in diesen Jahren zu den bedeutendsten des Reiches, war ein wichtiges Zentrum zum Studium der Thora und trug über die Jahrhunderte trotz Verfolgung und Vertreibung erheblich zum geistigen und kulturellen Leben der Stadt bei. Auf einer Rabbinersynode in Troyes wurden den jüdischen Gemeinden von Speyer, Mainz und Worms die Führung der Juden in Deutschland übertragen. Diese Gemeinden bildeten einen Bund namens „SchUM“, [שו"ם] nach den hebräischen Anfangsbuchstaben von Speyer (Schapira, Hebräisch: שפירא), Worms [ורמיזא] und Mainz [מגנצא], der von den Juden in ganz Deutschland als Autorität in rechtlichen und religiösen Fragen anerkannt wurde. Die SchUM-Städte hatten ihren eigenen Ritus und die Beschlüsse ihrer Synagogen, Takkanot Schum, und behielten diese Stellung bis etwa Mitte des 13. Jahrhunderts bei. Es bestanden mehrere bedeutende jüdische Schulen und ein vielbesuchtes talmudisches Lehrhaus. Wegen der geistigen Ausstrahlung der dort blühenden jüdischen Gemeinden wurden diese drei Städte im Mittelalter als rheinisches Jerusalem gerühmt, waren für das westeuropäische Judentum von prägender Bedeutung und gelten daher als Geburtsstätte der aschkenasischen Kultur.

### Pogrome und Vertreibungen ab 1195
Kurz nach dem dritten Kreuzzug kam es im Februar 1195 wiederum zu Verfolgungen („Ritualmord“-Pogrom), bei denen neun Juden ums Leben kamen. Am 13. Februar wurde die Tochter des Rabbiners und Richters Isaak ben Ascher Halevi der Jüngere (* 1130) unter dem Vorwurf des Ritualmordes umgebracht und drei Tage auf dem Marktplatz zur Schau gestellt. Dabei kam auch Halevi ums Leben, als er gegen den Mob vorging, der sich an der Leiche vergriff. Die Häuser der Juden wurden niedergebrannt und die Synagoge in Altspeyer zerstört.
Die Ausschreitungen wiederholten sich 1282 und 1343. Aufgrund der durch die Pogrome ausgelösten Fluchtwellen sah sich König Rudolf I. von Habsburg während eines Aufenthaltes in Speyer veranlasst, am 6. Dezember 1286 das Mandat über flüchtige Juden zu erlassen. Darin heißt es: „Rudolf, von Gottes Gnaden Römischer König, allzeit Mehrer des Reiches, entbietet den klugen Männern, dem Kämmerer, dem Schultheiß, den Richtern, den Ratsherren und allen Bürgern von Mainz, seinen lieben Getreuen, seine Huld und alles Gute. Da die Juden samt und sonders als Unsere Kammerknechte mit all ihren Leuten und all ihrer Habe Uns besonders zugehören – oder denjenigen Fürsten, denen diese Juden von Uns und dem Reich zu Lehen verliehen wurden – ist folgendes angemessen und richtig, ja völlig dem Recht entsprechend: Wenn einige dieser Juden flüchtig geworden sind und sich ohne Unsere oder ihres Herren besondere Erlaubnis und Zustimmung über das Meer begeben haben, um sich ihrer wahren Herrschaft zu entziehen, dann können Wir oder die Herren, denen sie zugehören, hinsichtlich aller ihrer Besitzungen, Habseligkeiten und beweglichen und unbeweglichen Güter, wo immer sie gefunden werden können, Uns erlaubterweise einmischen und sie wohlberechtigt in Unsere Gewalt nehmen. Damit sich nun solch versuchtes Unrecht in besonderem Maße gegen diese flüchtigen Juden selbst richtet, geben Wir, im Vertrauen auf die Umsicht und Treue des hochwürdigen Fürsten Heinrich Erzbischof von Mainz, Unseres hochgeliebten Sekretärs, und des edlen Herrn Eberhards Graf von Katzenelnbogen ihnen über alle Juden von Speyer, Worms, Oppenheim, Mainz und über alle Juden der Wetterau durch Gegenwärtiges die Vollmacht, die Besitzungen, Habseligkeiten, beweglichen und unbeweglichen Güter flüchtiger Juden, wo immer sie sie finden, ohne Widerspruch von irgend jemand in ihre Gewalt zu nehmen und nach ihrem Gutdünken darüber zu verordnen und zu verfügen, wie es ihnen gut scheint. Deswegen bitten Wir eure Treue mit vollstem Nachdruck, ihr möchtet euch bemühen, den Genannten, dem Erzbischof und dem Grafen, in dem Vorgenannten so wirksam und treu zu helfen und beizustehen, daß Wir daraufhin die Bereitwilligkeit eurer Hingabe mit vollem Recht empfehlen können. Gegeben zu Speyer, am 6. Dezember, im 14. Jahr Unseres Königtums.“

### Das Pogrom 1349
Anfang des 14. Jahrhunderts war die Macht des Kaisers und des Bischofs geschwächt und die Stadt übernahm 1330 gegen Zahlung von 300 Pfund Heller die Juden in ihren Schutz, einer Verpflichtung, der sie ebenso wenig wie der Bischof nachkam. In den reichsweiten Pogromen zur Zeit der Schwarzen Pest wurde die Speyerer Judengemeinde von ca. 400 Mitgliedern am 22. Januar 1349 völlig ausgelöscht. Angesichts der Bedrohungen verbrannten sich viele in ihren Häusern; andere konvertierten oder flohen nach Heidelberg. Ihr Eigentum und der Friedhof wurden konfisziert. Zur rechtlichen Klärung des Bruchs der städtischen Friedensordnung, die alle Einwohner gleichermaßen schützen sollte, traf König Karl IV., als er sich im Frühjahr 1349 in Speyer aufhielt, eine opportunistische Entscheidung zugunsten der Stadt und sprach sie von jeglicher Schuld frei. Die Pestepidemie drang im Sommer weiter vor, aber über unmittelbare Auswirkungen auf die Stadt ist nichts bekannt. Einige Juden konnten bei diesem Pogrom aus der Stadt fliehen und ab 1352 zurückkehren, wurden 1353 von neuem vertrieben, um im Jahr darauf wieder in die Stadt zu dürfen. Dabei ging man dazu über, die Juden in einem festen Wohnquartier im Bereich der heutigen Judengasse anzusiedeln.
Die Gemeinde erreichte nie mehr den Status, den sie vor ihrer Zerstörung 1349 hatte. In den Perioden zwischen den Pogromen und Ausweisungen blieb das Verhältnis zwischen Juden und den übrigen Einwohnern gespannt und die Juden mussten mit vielen Verboten und Einschränkungen leben. Für das Jahr 1434 ist belegt, dass der Speyerer Rat den Juden das Wohnrecht auf weitere sechs Jahre erneuerte, für das pro Haushalt 5 bis 35 Gulden zu zahlen waren. Doch schon im folgenden Jahr, am 8. Mai 1435, wurden die Juden, vermutlich auf Druck der Bürger, „auf ewig“ aus der Stadt gewiesen. Einer der Flüchtlinge war Moses Mentzlav. Sein Sohn, Israel Nathan gründete eine Druckerei in Soncino.

## Frühe Neuzeit
Für 1467 ist wiederum belegt, dass die Stadt ansässige Juden auf weitere zehn Jahre in ihren Schutz aufnahm und dass sie sich beim Bischof für sie einsetzte, weil dieser über besondere Vollmachten verfügte, die persönlichen Lebensverhältnisse der Juden zu reglementieren. In den Jahren 1468, 1469 und 1472 erließ Bischof Matthias von Rammung Verordnungen, wonach die Juden nicht verstreut in der Stadt, sondern beieinander wohnen mussten, und sie in Speyer eine Synagoge haben durften. Außerdem mussten sie sich hinsichtlich ihrer Kleidung deutlich von den Christen unterscheiden: Männer mussten, wie schon auf dem Laterankonzil von 1215 beschlossen, spitze Hüte in verschiedenen Farben und einen gelben Ring auf der Brust tragen. Allerdings gibt es Speyerer Urkunden aus der Mitte des 14. Jahrhunderts, auf denen Juden mit Spitzhüten dargestellt sind. Jüdische Frauen mussten als Kennzeichnung zwei blaue Streifen im Schleier haben. Sie durften nicht an öffentlichen Gesellschaften der Christen teilnehmen, keine christlichen Bediensteten haben, keine Hebammen beschäftigen, keine Arzneimittel verkaufen und keine Wuchergeschäfte betreiben. In der Karwoche und an hohen Feiertagen durften Juden sich nicht in der Öffentlichkeit zeigen und mussten Türen und Fenster verschlossen halten. 1472 begingen viele Juden Selbstmord, um der Zwangstaufe zu entgehen. Ab 1500/1529 lebten in Speyer keine Juden mehr.

### Das „Große Speyrer Judenprivileg“ von 1544
Auf dem Reichstag 1544 in Speyer beklagten sich die Juden des Reiches bei Kaiser Karl V., dass man sie misshandelte und ihnen zugestandene Rechte verwehre. Aufgezählt wurde, dass man sie „gewaltigelich, fraventlich und muetwillig an ihren persohnen, leiben, haab und güettern mit tottschlagen, rauben, wegfüren, außtreibung ihrer heußlichen wohnungen, versperung und zerstörung ierer schuellen und sinagogen, deßgleichen an gelaiten und zollen belaidigt und beschwerdt“, dass man sie damit am Erwerb ihres Unterhaltes hinderte und dass man sie hinderte, das Kaiserliche Kammergericht oder andere Gerichten anzurufen. Hinzu kam, dass die Juden in einigen Städten des Reiches „nit allain ierer haab und güetter entsetzt, geblündert und außgetriben, sondern auch ohne alle unser rechtliche erkhanndtnuß gefangen, gepeiniget, vertilgt und umb leib und guett“ wurden. Auslöser für die zunehmende Missachtung der Rechte der Juden waren u. a. die bekannten judenfeindlichen Schriften Luthers von 1543.
Kaiser Karl sah sich daher veranlasst, den Schutz der Juden und die Bestätigung ihrer Privilegien zu erneuern. Niemand sollte fortan das Recht haben, ihre Schulen und Synagogen zu schließen, sie aus denselben zu vertreiben oder sie an ihrem Gebrauch zu hindern. Wer Juden im Widerspruch zum verkündeten kaiserlichen Landfrieden an Leben oder an Hab und Gut schädigt oder sie beraubte, sollte von jeder Obrigkeit bestraft werden. Jeder Jude sollte das Recht haben, seinen Geschäften im Reich nachzugehen, und jede Obrigkeit sollte ihm Geleit zu gewähren und ihn nicht mehr als bisher mit Zoll- oder Maut belasten. Die Juden waren nicht verpflichtet, außerhalb ihrer Wohnorte „judische zeichen“ zu tragen und kein Jude sollte ohne ausdrückliche Zustimmung des Kaisers von seinem Wohnort vertrieben werden. Da Juden höher besteuert wurden, sie aber weder liegende Güter noch „statliche handtierung, ampter oder handtwerkh“ hatten und die Abgaben nur von dem, „so sy von ieren parrschafften zuwegen bringen“, bestreiten konnten, wurde ihnen gestattet, dass sie „iere paarschafften und zinß […] umb sovill desto höcher und etwaß weitters und mehrers, dann den cristen zuegelassen ist, anlegen“. Ohne hinreichende Beweise und Zeugen war jedem untersagt, die Juden des Gebrauchs von Christenblut zu beschuldigen oder sie deswegen gefangen zu nehmen, zu foltern oder hinzurichten, denn diese Verdächtigung wurde bereits durch die Päpste verworfen und durch eine Deklaration Kaiser Friedrichs untersagt. Wo solche Beschuldigungen erhoben wurden, waren sie vor den Kaiser zu bringen. Verstöße gegen dieses Privileg sollten mit 50 Mark lötigen Goldes geahndet werden, die halb der kaiserlichen Kammerkasse, halb der geschädigten Judenschaft zukommen sollten.
1548 wurden diese Privilegien nochmals von Karl V. selbst und 1566 durch Kaiser Maximilian II. bestätigt.

### 17. Jahrhundert
Vorübergehend existierte eine jüdische Gemeinde noch einmal von 1621 bis 1688. Während des Dreißigjährigen Krieges und insbesondere in der Nachkriegszeit sahen sich die verschuldeten Städte und christlichen Mitbürger immer öfter gezwungen, von der Zahlungskraft der Juden Gebrauch zu machen und Darlehen aufzunehmen. Zwischen 1645 und 1656 sind zumindest fünf solche Darlehen zwischen Bürgern belegt. Die Stadt begann bereits ab 1629 Kredite bei Juden aufzunehmen und mit zunehmender Schuldenlast kam es in der Folgezeit immer wieder zu Kreditaufnahmen und Vergabe von städtischen Handelsrechten, die infolge von Beschwerden der Zünfte im Laufe des 17. Jahrhunderts mehrmals kurzzeitig eingeschränkt wurden. Bis zur Niederbrennung Speyers 1689 im Pfälzischen Erbfolgekrieg wurden Handel und Geldgeschäfte zwischen Bürgern und Juden gänzlich verboten. Auch beim nachfolgenden Wiederaufbau durften sich Juden nicht mehr dauerhaft in Speyer niederlassen.

## 19. Jahrhundert
Mit der französischen Revolution entstand ab Ende des 18. Jahrhunderts in Speyer wieder eine jüdische Gemeinde, die sich durch ihr liberale und emanzipierte Haltung auszeichnete und damit immer wieder in Konflikt mit dem orthodoxen Bezirksrabbinat Dürkheim-Frankenthal stand. 1830 zählte sie 209 Mitglieder. Ihr Mittelpunkt war die 1837 an der Stelle der Jakobskirche an der Heydenreichstraße errichtete Synagoge. Als die Stadt in den Jahrzehnten der großen Armut zahlreiche Maßnahmen zur Unterstützung der Bedürftigen ergriff, gründeten die Juden 1828 einen eigenen Wohltätigkeitsverein. Außerdem betrieben sie eine eigene kleine Schule. Die Gemeinde beteiligte sich dennoch an den allgemeinen Sammlungen in der Stadt und bemühte sich um Integration.
1863 wurde Carl David als erstes jüdisches Mitglied in den Gemeinderat gewählt. Der Nestor der Speyerer Juden, Sigmund Herz, saß ab 1874 bis zum Vorabend des Ersten Weltkrieges im Stadtrat.
1890 lebten in Speyer 535 Juden. Dies war der höchste Stand, den die jüdische Gemeinde in Speyer je hatte. Bis 1910 ging ihre Zahl auf 403 zurück.

## Die Jüdische Gemeinde im 20. und 21. Jahrhundert

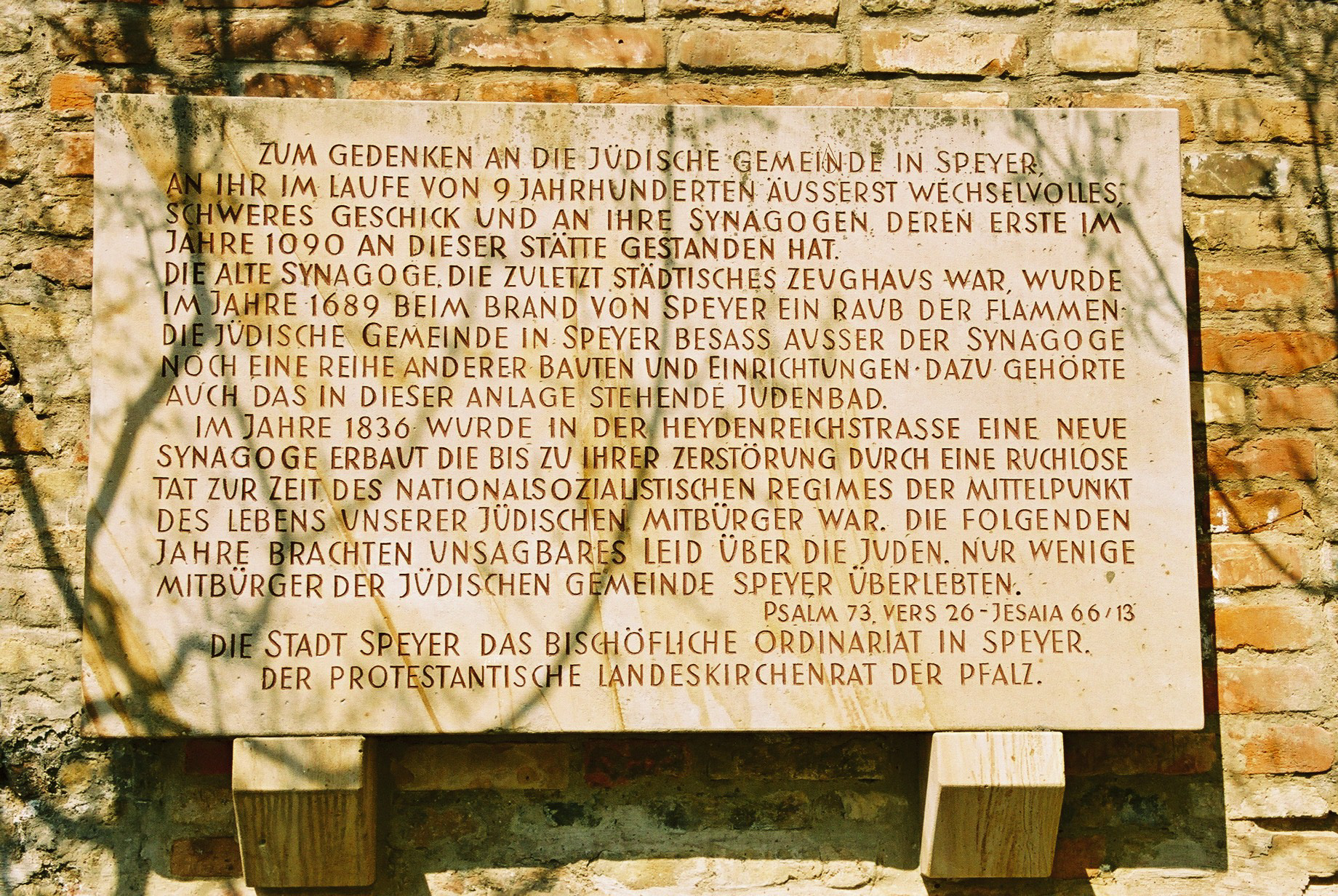
Inschrift am Judenhof

Ab den frühen 1930er Jahren begannen Juden aus Speyer wegen des ständig wachsenden Antisemitismus in größere Städte abzuwandern oder ganz zu emigrieren. 1933 betrug die Zahl der Speyerer Juden noch 269 und sank bis zu den Novemberpogromen 1938, als die Synagoge niedergebrannt wurde, auf 81. Am 22. Oktober 1940 wurden bei der Wagner-Bürckel-Aktion 51 der dann noch 60 Verbliebenen in das Internierungslager Camp de Gurs (Südfrankreich) deportiert. Von dort konnte ein Teil mit einheimischer Hilfe in die Schweiz, die USA und Südafrika entkommen; ein anderer Teil wurde von der Vichy-Regierung an Deutschland ausgeliefert und in Auschwitz ermordet. Nur ein Jude hat die NS-Zeit in Speyer versteckt überlebt.
Die Synagoge wurde in der Nacht vom 9. auf den 10. November 1938 von SA und SS-Leuten ausgeräumt und in Brand gesteckt, wobei die Bibliothek, wertvolle Gewänder, Teppiche und rituelle Gegenstände geraubt wurden. Die Feuerwehr achtete nur darauf, dass die Flammen nicht auf die Nachbargebäude übersprangen. Mit der Synagoge verlor die Gemeinde auch den Schulraum für die jüdische Grundschule. Auch der jüdische Friedhof wurde in dieser Nacht verwüstet. Schon am nächsten Tag wurden die Ruinen abgebrochen und die Kosten mit Schulden der Stadt an die Gemeinde verrechnet. Als Ersatz erhielt die Gemeinde zunächst einen Betraum im Hause eines Mitgliedes in der Herdstraße. Nach der Deportation der Juden lagerte die Stadt dort ihre zurückgelassenen Möbel.

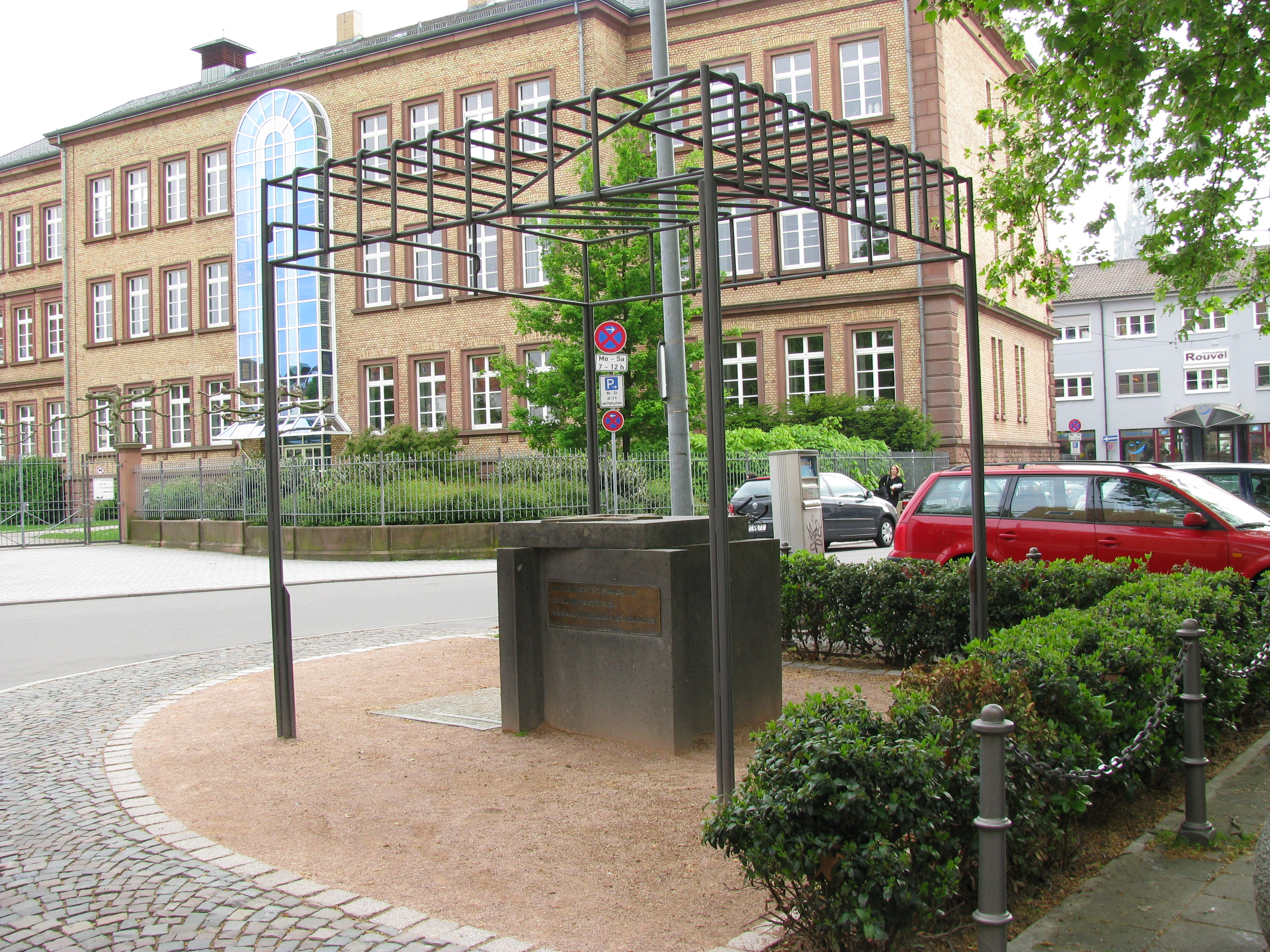
Mahnmal für die deportierten Juden am ehemaligen Standort der Synagoge

1951 erwog die Stadt, auf dem Synagogengrundstück einen Parkplatz einzurichten. 1955 beschloss der Stadtrat die Zahlung von 30.000 DM an die Jüdische Kultusgemeinde zur Beilegung des Restitutionsverfahrens. 1959 kaufte es die Firma Anker zur Komplettierung eines Areales für ein Kaufhaus in der Maximilianstraße. 1961 beteiligte sich die Stadt auf Empfehlung des Deutschen Städtetages mit 2.000 DM an einer Entwicklungsanleihe des Staates Israel.
1968 wurde eine Gedenktafel zur Erinnerung an das Schicksal der jüdischen Gemeinde in der Mauer im Hof des Judenbades enthüllt. 1979, nach 40 Jahren, wurde eine weitere Gedenktafel an der rückwärtigen Wand des Kaufhofgebäudes (Platz der ehem. Synagoge) angebracht mit dem Text: Hier stand die Synagoge der Jüdischen Gemeinde Speyer bis zur Zerstörung durch die Nationalsozialisten in der Nacht vom 9. zum 10. November 1938. Direkt vor dieser Stelle wurde 1992 ein Mahnmal aufgestellt und wenig später auf den kleinen Platz (Parkplatz) gegenüber versetzt. Ein Antrag der SPD im Jahre 2007, zur Erinnerung an Speyerer Juden kleine pflastersteingroße Gedenksteine, sogenannte Stolpersteine, im Gehweg vor den letzten Wohnstätten einzusetzen, fand im Stadtrat keine Mehrheit.
Bis in die 1990er Jahre gab es in Speyer keine jüdische Gemeinde mehr. Im Oktober 1996 entschieden zehn aus Osteuropa stammende Juden, erneut eine jüdische Gemeinde in Speyer zu gründen. Die Gemeinschaft erhielt als Jüdische Gemeinde Speyer e. V. den Status eines gemeinnützigen Vereins. Vorsitzender wurde Schmuel Tepman; nach seinem Tod übernahm seine Enkelin Juliana Korovai den Vorsitz. Ignatz Bubis, der Vorsitzende des Zentralrates der Juden in Deutschland, unterstützte und beriet den Verein bis zu seinem Tod 1999. Die vom Verein angestrebte Anerkennung als Körperschaft des öffentlichen Rechts wurde vom Landesverband der Jüdischen Gemeinden von Rheinland-Pfalz und vom Land Rheinland-Pfalz abgelehnt. Es kam zu mehreren Gerichtsverfahren um die Anerkennung eines offiziellen Gemeindestatus für den Verein sowie um die Zahlung von Fördergeldern durch das Land Rheinland-Pfalz an ihn, wobei er letztlich unterlag.
Die Grundsteinlegung für eine neue Synagoge in Speyer fand am 9. November 2008 statt. Sie entstand auf dem Gelände der ehemaligen Kirche St. Guido und bietet rund 100 Gläubigen Platz. Baubeginn war 2010. Am 9. November 2011 wurde die Synagoge Beith-Schalom (Haus des Friedens) eingeweiht, auf den Tag 73 Jahre nach der Pogromnacht 1938. Sie wird von der Jüdischen Kultusgemeinde der Rheinpfalz genutzt, die ihren Hauptsitz von Neustadt nach Speyer verlegt hat. Gemeinderabbiner war zunächst Seew-Wolf Rubins. Die Kultusgemeinde hat die Mitbenutzung der Synagoge durch die Jüdische Gemeinde Speyer an die Bedingung geknüpft, dass diese der Kultusgemeinde der Rheinpfalz beitritt.

## Jüdischer Friedhof

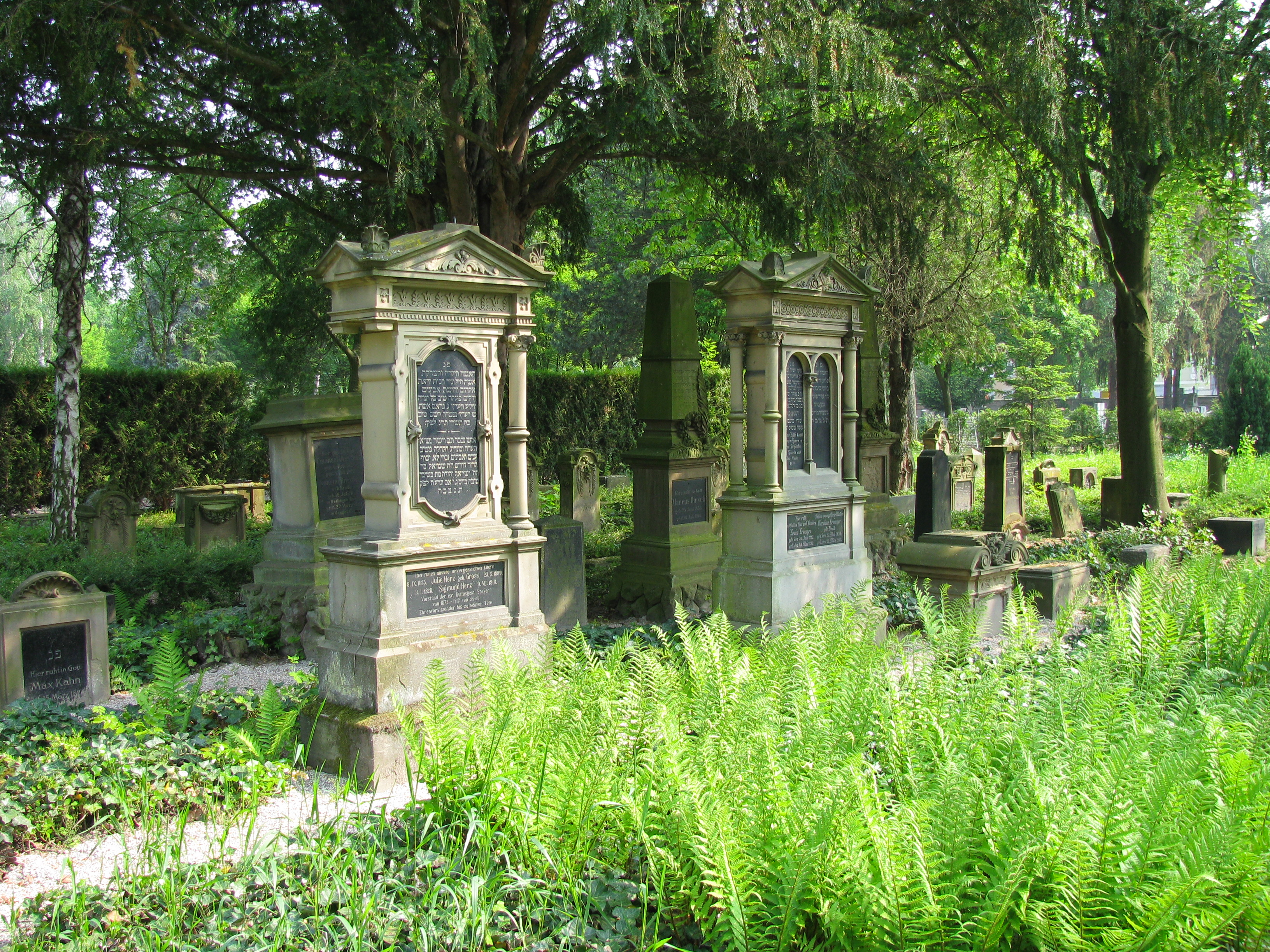
Jüdischer Friedhof ab 1888

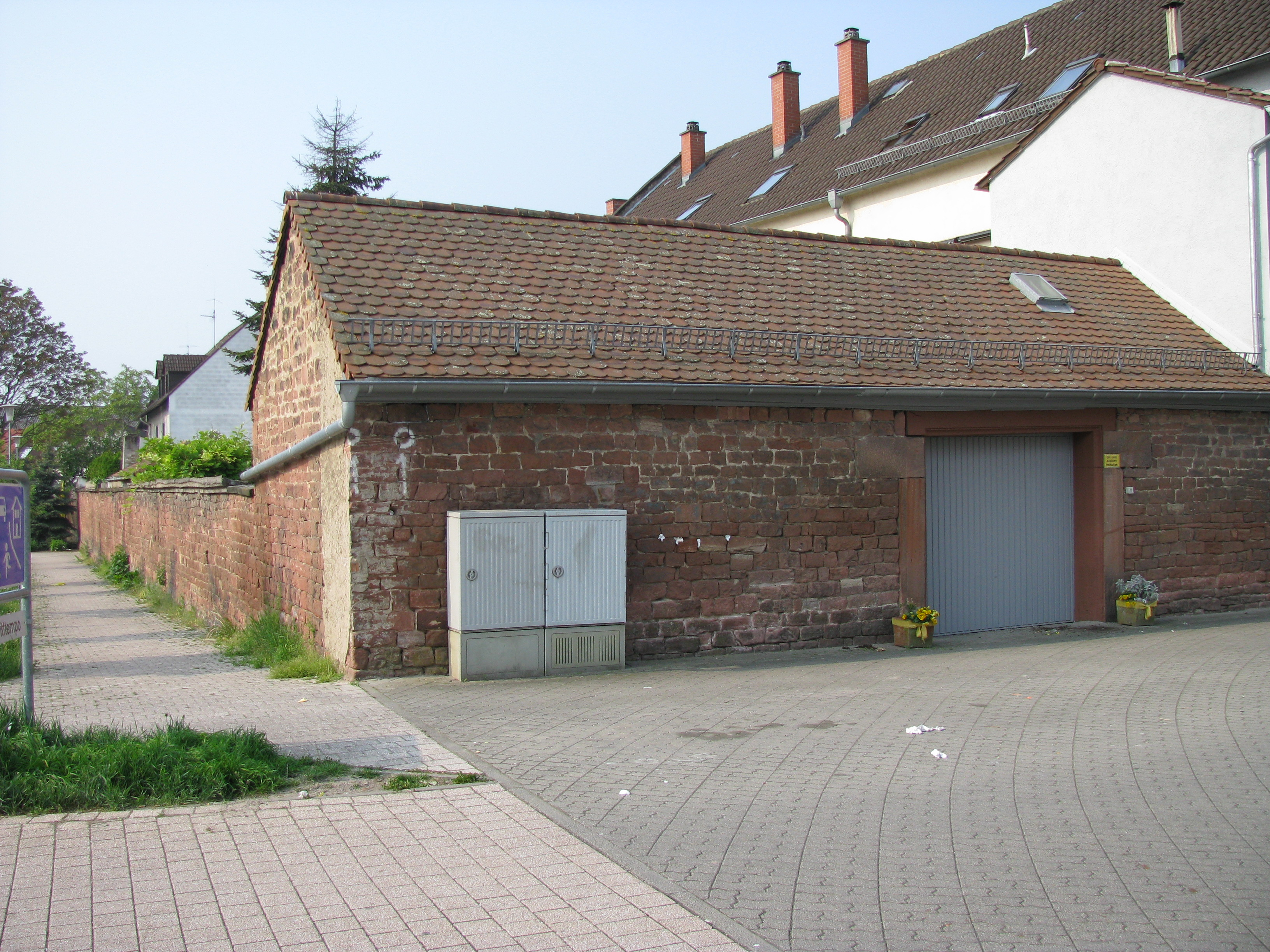
Totenhalle und östliche Mauer des Jüdischen Friedhofes bis 1888

Der mittelalterliche jüdische Friedhof lag gegenüber dem Judenturm westlich des ehemals auch von Juden besiedelten Vorortes Altspeyer (heute zwischen der Bahnhofstraße und der Wormser Landstraße). Nach den Pogromen von 1349 wurde er umgepflügt und die Stadt gab einen Teil der Fläche 1358 an einzelne Juden in Erbpacht. Nach der Vertreibung von 1405 fiel die Fläche an einen Christen, 1429 konnten die Juden wieder darüber verfügen. Nach der Vertreibung von 1435 konfiszierte die Stadt das Gelände und verpachtete es an Christen. Im 18. Jahrhundert befand sich darauf der Elendherbergsacker.
Nachdem sich im 19. Jahrhundert Juden wieder in Speyer niederließen, wurde ein neuer jüdischer Friedhof am St.-Klara-Kloster-Weg angelegt, der bis 1888 benutzt wurde. Die ehemalige Trauerhalle und ein Teil der westlichen Mauer ist noch neben dem Haus St.-Klara-Kloster-Weg 10 erhalten.
1888 wurde im südlichen Bereich des neuen städtischen Friedhofes in der Wormser Landstraße ein neuer Israelitischer Friedhof eingerichtet, auf dem bis 1940 Juden beigesetzt wurden. Dieser Friedhofsbereich wird heute wieder von der jüdischen Gemeinde benutzt.